# Aeroportul W. H. 'Bud' Barron
Aeroportul W. H. 'Bud' Barron (IATA: DBN, ICAO: KDBN, FAA LID: DBN) este un aeroport din Georgia, Statele Unite ale Americii ce deservește zona Dublin⁠(d).
Situat la o altitudine de 94 m, aeroportul dispune de 2 piste.

## Infrastructură

### Piste
Aeroportul dispune de 2 piste. Pista 02/20 are suprafața de asfalt și dimensiunile 6.501 picioare × 150 picioare. Pista 14/32 are suprafața de asfalt și dimensiunile 5.171 picioare × 100 picioare. 